# Артемцев Олександр Дмитрович
Олекса́ндр Дми́трович Арте́мцев (нар. 1910 — пом. 6 листопада 1944) — радянський військовик часів Другої світової війни, стрілець 5-ї стрілецької роти 263-го гвардійського стрілецького полку 86-ї гвардійської стрілецької дивізії (46-а армія 2-го Українського фронту), гвардії рядовий. Герой Радянського Союзу (1945).

## Життєпис
Народився 1910 року в місті Одесі в робітничій родині. Росіянин. Здобув неповну середню освіту, працював кочегаром на електростанції.
До лав РСЧА добровільно вступив у 1941 році. Учасник німецько-радянської війни з червня 1941 року.
6 жовтня 1941 року під час бою за село Коларівка Приморського району Запорізької області кулеметник станкового кулемета 10-го окремого батальйону ПУА О. Д. Артемцев був важко поранений і потрапив у полон. Здійснив втечу з пересильного табору для військовополонених. Повернувся до рідного міста, де протягом усього періоду окупації перебував у партизанському загоні, що базувався в одеських катакомбах.
Після визволення Одеси в квітні 1944 року знову вступив до лав Червоної армії. Воював у складі військ 3-го і 2-го Українських фронтів.
Особливо гвардії рядовий О. Д. Артемцев відзначився в боях за взяття Будапешту. 6 листопада 1944 року в боях поблизу села Мате-Кучера (Угорщина) супротивник силою до двох рот піхоти, при підтримці танків і бронетранспортерів, атакував позиції 5-ї стрілецької роти, проте гвардійці відбили цю атаку, знищивши 5 ворожих танків. Гвардії рядовий Артемцев, перебуваючи в окопі, протитанковою гранатою підпалив бронетранспортер супротивника, що рухався на нього, але сам отримав поранення в праву руку. Не маючи можливості кидати гранати далі, він виповз з окопу з двома протитанковими гранатами й кинувся під гусениці німецького танка, підірвавши його. Сам при цьому загинув.
Похований на західній околиці станції Мате-Кучера.

## Нагороди
Указом Президії Верховної Ради СРСР від 24 березня 1945 року за зразкове виконання бойових завдань командування на фронті боротьби з німецькими загарбниками та виявлені при цьому відвагу і героїзм, гвардії рядовому Артемцеву Олександру Дмитровичу присвоєне звання Героя Радянського Союзу (посмертно).